# Isabel Drescher
Isabel Drescher (* 9. März 1994 in Dortmund) ist eine ehemalige deutsche Eiskunstläuferin und nationale Vizemeisterin der Jahre 2008 und 2012.

## Biografie
Isabel Drescher begann im Alter von fünf Jahren in Unna mit dem Eislaufen. Von 2001 bis 2009 startete sie unter Trainerin Martina Dieck für den TSC Eintracht Dortmund. Zur Saison 2009/2010 wechselte die Läuferin nach Berlin zu Trainerin Viola Striegler, kehrte aber nach einem Jahr wieder nach Dortmund zurück.
Als jüngste Teilnehmerin errang Drescher bei den Deutschen Meisterschaften 2008 in Dresden hinter Sarah Hecken und vor der mehrmaligen deutschen Meisterin Annette Dytrt den Vizemeistertitel. Nach der Saison 2012/13 beendete sie ihre aktive Wettkampfzeit und arbeitet heute nebenbei als Eiskunstlauftrainerin in Dortmund und als Double bei Alles was zählt.

## Erfolge
| Wettbewerb/Wintersaison    | 2006/07 | 2007/08 | 2008/09 | 2009/10 | 2010/11 | 2011/12 | 2012/13 |
| -------------------------- | ------- | ------- | ------- | ------- | ------- | ------- | ------- |
| Junioren-Weltmeisterschaft | –       | –       | 10      | 18      | 19      | –       | –       |
| Deutsche Meisterschaft     | 2 J     | 2       | 5       | 4       | 7       | 2       | 6       |
| JGP Deutschland            | –       | 8       | –       | 12      | 16      | –       |         |
| JGP Frankreich             | –       | –       | 14      | –       | –       | –       |         |
| JGP Rumänien               | –       | 6       | –       | –       | –       | –       | –       |
| JGP Südafrika              | –       | –       | 8       | –       | –       | –       | –       |
| JGP Polen                  | –       | –       | –       | 9       | –       | –       | –       |
| JGP Großbritannien         | –       | –       | –       | –       | 11      | –       | –       |
| JGP Österreich             | –       | –       | –       | –       | –       | 11      | –       |
| NRW Trophy                 | –       | 1 J     | 3 J     | –       | 12      | 16      | 20      |
| DEU-Pokal                  | –       | 1       | –       | –       | –       | –       | –       |

J = Junioren, JGP = Junior Grand Prix